# Jonathan Zebina
Pour les articles homonymes, voir Zebina.
Jonathan Zebina, né le 19 juillet 1978 à Paris 14e, est un ancien footballeur international français évoluant au poste de défenseur entre 1997 et 2014.

## Biographie

### Enfance et formation
Jonathan Zebina est l'aîné d'une famille de trois enfants. Son père l'emmène s'initier au football à sept ans à l'US Palaiseau. Il est tout d'abord attaquant et côtoie Thierry Henry. Jonathan Zebina part ensuite à l'ES Viry-Châtillon avant de rejoindre le centre de formation de l'AS Cannes alors qu'il vient d'avoir 16 ans.

### Débuts à l'AS Cannes
À Cannes, Jonathan Zebina intègre les moins de 17 ans et peut compter sur la présence de Guy Lacombe et Richard Bettoni. Le 8 mars 1997, Lacombe, qui a repris la gestion de l'équipe première, l'aligne en milieu de terrain, au côté de Marsiglia, Charvet et Etamé et le jeune Zebina dispute son premier match en première division, contre le FC Metz (0-0). Il termine la saison 1996-1997 en ayant participé à six matchs de championnat.
Lors de la saison suivante, il participe à 21 matchs du championnat, dont l'AS Cannes termine dernière. Dix-huit mois après ses débuts professionnels, Zebina voit l'ASC être reléguée. Une offre de transfert arrive de Cagliari, promu en Serie A.

### Révélation en Italie
L'AS Cannes est reléguée en 2e Division et Zebina dispose d'une unique proposition de Cagliari. À l'été 1998, Zebina rejoint Cagliari avec sa famille, celle-ci arrivée pour quelques jours reste finalement deux ans. Matteo Villa, l'arrière droit titulaire, se blesse quelques jours avant la reprise. Le 13 septembre, l'entraîneur Ventura lui fait confiance et le Français débute contre l'Inter Milan de Ronaldo, Baggio et Djorkaeff. Il effectue 48 apparitions avec le club de Sardaigne pendant les deux saisons suivantes entre 1998 et 2000. Le club sarde est finalement relégué en Série B à la fin de la saison 1999-2000. 
Courtisé par Fabio Capello, il est recruté par l'AS Rome lors de l'été 2000 pour 9,5 milliards de lires italiennes (5 millions d'euros), mais reste pour moitié propriété de Cagliari. Il est notamment accueilli dans son nouveau club par Vincent Candela. Dès sa première saison avec les rouges et jaunes, il joue 22 matchs et remporte le Championnat et la Supercoupe d'Italie de 2001. Titulaire en défense à l'AS Rome, Capello lui fait confiance au détriment d'Aldair. L'AS Rome finalise l'acquisition du joueur en juillet 2001. Entre 2001 et 2004 il totalise 66 matchs en Serie A, 10 dans la Coupe de l'UEFA (Huitièmes de finale en 2000-2001 et en 2003-2004), 18 dans la Ligue des Champions (deuxième phase de groupes en 2001-2002 et 2002-2003). Lors de sa dernière saison dans la capitale, il marque son premier but en égalisant, lors d'un match contre sa future équipe, la Juventus, en septembre 2003. Il termine son contrat avec l'AS Rome à la fin de la saison, et est recruté libre par la Juventus, avec un contrat jusqu'en juillet 2009.  Il était aussi proche de signer avec le Milan AC, tel que confirmé par Adriano Galliani à la télévision italienne le 6 mars 2011, en présence de Zebina qui l'a confirmé lui-même.

### Confirmation à la Juventus
Il a suivi à la Juventus son entraîneur Fabio Capello. Lors de sa première saison (2004-2005) il effectue 24 apparitions en Serie A et 6 en Ligue des Champions, où il se blesse en quarts de finale aller contre Liverpool. La Juventus remporte le championnat mais le titre lui sera retiré en juillet 2006 à la suite de l'affaire du Calciopoli.
La saison suivante, 2005-2006, il continue de jouer pour la Juventus, mais ses performances ne sont pas optimales en raison de problèmes physiques continus : il est opéré de l'appendicite en novembre 2005 puis des adducteurs en juillet 2006. En outre, sa relation avec la direction la Juventus s'est dégradée en raison d'une demande d'augmentation jugée disproportionnée par le club et un départ vers Tottenham est alors envisagé.
En fin de saison, ses quelques apparitions, aident à remporter le championnat. 
Il participe aussi à 2 matchs en Ligue des champions : la Juventus est éliminée en quarts de finale face à Arsenal.
À la suite de l'affaire du Calciopoli, la Juventus est déclassée en dernière position et reléguée. Il est opéré pendant l'été d'une hernie inguinale, et décide de rester à la Juventus, même en Serie B. À la suite de la relégation, Gianluca Zambrotta est alors vendu au FC Barcelone, la Juventus ne retrouvera pas par la suite d'aussi bon arrière latéral. À la fin du mercato d'été 2006, son départ est évoqué, pour rejoindre Fabio Capello au Real Madrid, mais ne se réalise pas.
Lors de la saison 2006-2007, la Juventus évolue en Serie B et est entraînée par Didier Deschamps, il rencontre de nouveaux problèmes avec le club, mais continue de jouer malgré les critiques des supporters. Au mercato d'hiver, il souhaite rester à la Juventus et dément un départ vers l'OM ou le Real Madrid. De sorte qu'une fois que le club a remporté le championnat de Serie B et retrouve la Serie A, il est finalement prolongé de 4 ans, jusqu'en 2011.
Lors de la saison 2007-2008, il est en concurrence avec Zdeněk Grygera au poste d'arrière droit. Il gifle ensuite un steward pour son exclusion lors d'un match contre Cagliari, ce qui lui vaut une suspension de quatre matchs et 15 000 euros d'amende. Il ne participe finalement qu'à 16 matchs de championnat en raison de désaccords avec son entraîneur Claudio Ranieri et d'une nouvelle blessure en janvier.
Il se blesse au tendon d'Achille de la cheville gauche au début de la saison 2008-09 et rate la moitié de la saison : il est opéré en novembre 2008 et reprend en mars 2009,. La Juventus finit vice-championne d'Italie. Il refuse son éventuel transfert à Bordeaux lors du mercato.
Lors de la saison 2009-2010, Zebina abandonne son numéro 5 pour le numéro 15, à la suite du retour de l'ancien capitaine Fabio Cannavaro. Il perd sa place de titulaire au profit de Martín Cáceres, bien que celui-ci soit aussi critiqué pour son instabilité.
En raison de la blessure de Cáceres, Zebina redevient titulaire.
Il marque le deuxième but de sa carrière et le premier avec la Juventus, le 11 mars en 8èmes aller de la Ligue Europa, contre Fulham, ce fut l'un des plus beaux buts de la Juventus de la saison.
La Juventus fait face à une baisse de ses résultats, à partir de sa sortie brutale en Ligue Europa, en perdant à Fulham. Lors de ce match, Zebina a reçu un carton rouge dans les dernières minutes (et sera suspendu 2 matchs). Victime d'insultes racistes de la part des supporters de la Juventus présents, il quitte le terrain en leur adressant un doigt d'honneur. Zebina reste titulaire au retour de blessure Cáceres.
La Juventus réalise une mauvaise saison et termine 7e du championnat, certains supporters s'acharnent alors sur Felipe Melo et Jonathan Zebina. Avant un match contre Atalanta, à la sortie de l'hôtel pour rejoindre le bus, un fan le frappe d'une claque sur la nuque.
De nombreux joueurs parmi lesquels Jonathan Zebina sont vendus ou non renouvelés à l'issue de cette saison catastrophique, notamment David Trezeguet et Fabio Cannavaro,.
À la fin de la saison la Juventus a décidé de ne pas acheter Cáceres, mais recrute Marco Motta de l'Udinese en prêt comme nouvel arrière droit.
Zebina est néanmoins inscrit sur la liste des joueurs de la Juventus des éliminatoires de la Ligue Europa 2010-2011 (il était exclu des qualifications) afin qu'il réalise les suspensions récoltées l'année précédente.
Zebina, que l'on surnomme en Italie la « Gazzella » ou encore « Svirgolone » ne prend pas part à la préparation estivale.
Motta est rapidement devenu l'arrière droit titulaire de la Juventus lors des 4 premiers matches de la saison en Ligue Europa, Zebina n'était pas convoqué pour le premier match de la saison en Serie A.
Le 31 août 2010, dernier jour du mercato, son contrat avec la Juventus a été résilié d'un commun accord. Il quitte donc la Juventus après 6 saisons. Lors de la saison 2009-2010 son salaire était de 2,5 millions d'euros annuel.

### Fin de carrière
Le jour de son départ de la Juventus, il signe un contrat de deux ans avec Brescia, club promu en Serie A. Le club est relégué en Serie B en fin de saison. Titulaire indiscutable en défense centrale, il dispute 28 matchs de championnat avec Brescia, dont 26 comme titulaire, et réalise une bonne saison, la plus pleine de sa carrière. En juillet 2011, il résilie à l'amiable son contrat avec Brescia alors qu'il lui reste une année de contrat, il renonce ainsi à 600 000 euros.
Son retour en Ligue 1 est évoqué, notamment du côté de Nice ou Saint-Étienne. Il s'engage pour le Stade brestois pour une saison et une autre en option,. Le 22 mai 2012, les dirigeants du club brestois annoncent que le contrat de Zebina, qui court jusqu'au 30 juin, n'est pas prolongé. Le défenseur français quitte donc le club breton après avoir pris part à 29 rencontres.
Le 20 juin 2012, Zebina signe un contrat de deux ans en faveur du Toulouse FC. Le 5 juillet suivant, l'entraîneur du TFC Alain Casanova le nomme capitaine à la suite du départ de Daniel Congré vers le Montpellier HSC.
Après un bon début de saison, Jonathan Zebina  subit plusieurs blessures et en janvier 2013 il s'arrête pour au moins sept semaines. Il récupère sa place et son brassard à l'occasion du  "derby de la Garonne"  face aux Girondins de Bordeaux le 17 mars 2013 au cours de la 29e journée du championnat 2012-2013. Il dispute son dernier match avec le TFC le 17 mai 2014 lors d’une rencontre face à Valenciennes FC et fait savoir à l'issue de cette dernière saison avec Toulouse qu'il se préparait à un nouveau défi en France ou à l'étranger.
Le 5 octobre 2014, Zebina signe en faveur de l'AC Arles-Avignon, formation de Ligue 2. À la trêve hivernale, il quitte le club provençal en difficulté en championnat et en proie à des tensions dans les vestiaires.

### En équipe nationale
Il dispute 2 matchs avec l'équipe de France A' : contre l'Allemagne A' le 22 mars 2001 à Mulhouse (défaite de l'équipe de France A' de Guy Stéphan 1-2), puis contre la Slovaquie A' le 21 août 2007 (défaite 1-0),.
En 2004, Jonathan Zebina fait partie du groupe Bleu en reconstruction après l'échec de l'Euro 2004 et l'arrivée de Raymond Domenech. Son entraîneur à la Roma et qui vient de le faire venir à la Juventus, Fabio Capello, déclare : « il était temps que les entraîneurs français se rendent compte des qualités de Zébina ».
À 26 ans, indiscutable titulaire dans les rangs de la formation turinoise, Jonathan Zebina obtient sa première et unique sélection au poste d'arrière-droit, sous les ordres de Domenech, lors d'un match amical face à la Suède le 9 février 2005 au Stade de France (1-1).
Il manque d'être appelé parmi les 23 joueurs pour le Mondial 2006,.

## Statistiques

### Générales
| Saison         | Équipe            | Championnat    | Championnat | Championnat | Championnat  | Championnat  | Coupe nationale | Coupe nationale | Coupe nationale | Coupe continentale | Coupe continentale | Coupe continentale | Autre coupe | Autre coupe | Autre coupe | Total | Total |
| Saison         | Équipe            | Comp           | Match       | But         | Cartons      | Cartons      | Comp            | Match           | But             | Comp               | Match              | But                | Comp        | Match       | But         | Match | But   |
| -------------- | ----------------- | -------------- | ----------- | ----------- | ------------ | ------------ | --------------- | --------------- | --------------- | ------------------ | ------------------ | ------------------ | ----------- | ----------- | ----------- | ----- | ----- |
| Saison         | Équipe            | Comp           | Match       | But         | Carton jaune | Carton rouge | Comp            | Match           | But             | Comp               | Match              | But                | Comp        | Match       | But         | Match | But   |
| 1996-1997      | Cannes            | D1             | 6           | 0           | 0            | 0            | CdF+CdL         | 1               | 0               | -                  | -                  | -                  | -           | -           | -           | 7     | 0     |
| 1997-1998      | Cannes            | D1             | 21          | 0           | 3            | 1            | CdF+CdL         | 4               | 0               | -                  | -                  | -                  | -           | -           | -           | 25    | 0     |
| Total Cannes   | Total Cannes      | Total Cannes   | 27          | 0           | 3            | 1            |                 | 5               | 0               |                    |                    |                    |             |             |             | 32    | 0     |
| 1998-1999      | Cagliari          | A              | 22          | 0           |              |              | CI              | 4               | 0               | -                  | -                  | -                  | -           | -           | -           | 26    | 0     |
| 1999-2000      | Cagliari          | A              | 26          | 0           |              |              | CI              | 6               | 0               | -                  | -                  | -                  | -           | -           | -           | 32    | 0     |
| Total Cagliari | Total Cagliari    | Total Cagliari | 48          | 0           |              |              |                 | 10              | 0               |                    |                    |                    |             |             |             | 58    | 0     |
| 2000-2001      | AS Roma           | A              | 22          | 0           |              |              | CI              | 0               | 0               | C3                 | 4                  | 0                  | -           | -           | -           | 26    | 0     |
| 2001-2002      | AS Roma           | A              | 24          | 0           | 6            | 1            | CI              | 2               | 0               | C1                 | 10                 | 0                  | SI          | 1           | 0           | 37    | 0     |
| 2002-2003      | AS Roma           | A              | 19          | 0           | 5            | 1            | CI              | 4               | 0               | C1                 | 8                  | 0                  | -           | -           | -           | 31    | 0     |
| 2003-2004      | AS Roma           | A              | 23          | 1           | 10           | 1            | CI              | 2               | 0               | C3                 | 7                  | 0                  | -           | -           | -           | 32    | 1     |
| Total Roma     | Total Roma        | Total Roma     | 88          | 1           |              |              |                 | 8               | 0               |                    | 29                 | 0                  |             | 1           | 0           | 126   | 1     |
| 2004-2005      | Juventus          | A              | 24          | 0           | 7            | 0            | CI              | 1               | 0               | C1                 | 6                  | 0                  | -           | -           | -           | 31    | 0     |
| 2005-2006      | Juventus          | A              | 10          | 0           | 0            | 0            | CI              | 2               | 0               | C1                 | 2                  | 0                  | SI          | 1           | 0           | 15    | 0     |
| 2006-2007      | Juventus          | B              | 24          | 0           | 10           | 1            | CI              | 0               | 0               | -                  | -                  | -                  | -           | -           | -           | 24    | 0     |
| 2007-2008      | Juventus          | A              | 16          | 0           | 4            | 1            | CI              | 1               | 0               | -                  | -                  | -                  | -           | -           | -           | 17    | 0     |
| 2008-2009      | Juventus          | A              | 8           | 0           | 2            | 0            | CI              | 0               | 0               | C1                 | 0                  | 0                  | -           | -           | -           | 8     | 0     |
| 2009-2010      | Juventus          | A              | 16          | 0           | 7            | 0            | CI              | 1               | 0               | C1+C3              | 2+3                | 0+1                | -           | -           | -           | 22    | 1     |
| Total Juventus | Total Juventus    | Total Juventus | 98          | 0           | 30           | 2            |                 | 5               | 0               |                    | 13                 | 1                  |             | 1           | 0           | 117   | 1     |
| 2010-2011      | Brescia           | A              | 28          | 0           | 10           | 0            | CI              | 0               | 0               | -                  | -                  | -                  | -           | -           | -           | 28    | 0     |
| Total Brescia  | Total Brescia     | Total Brescia  | 28          | 0           | 10           | 0            |                 | 0               | 0               |                    | -                  | -                  |             | -           | -           | 28    | 0     |
| 2011-2012      | Stade brestois 29 | L1             | 28          | 0           | 1            | -            | -               | -               | -               | -                  | -                  | -                  | -           |             | -           | 29    | 0     |
| Total Brest    | Total Brest       | Total Brest    | 28          | 0           | 1            | -            | -               | 1               | 0               | -                  | -                  | -                  | -           |             | -           | 29    | 0     |
| 2012-2013      | Toulouse FC       | L1             | 17          | 0           | -            | -            | -               | 1               | 0               | -                  | -                  | -                  | -           | -           | -           | 18    | 0     |
| 2013-2014      | Toulouse FC       | L1             | 20          | 0           | -            | -            | -               | 3               | 0               | -                  | -                  | -                  | -           | -           | -           | 23    | 0     |
| Total Toulouse | Total Toulouse    | Total Toulouse | 37          | 0           | -            | -            | -               | 4               | 0               | -                  | -                  | -                  | -           | -           | -           | 41    | 0     |
| Total          | Total             | Total          | 354         | 1           |              |              |                 | 33              | 0               |                    | 42                 | 1                  |             | 2           | 0           | 431   | 2     |

### Matchs internationaux
| Matchs internationaux de Jonathan Zebina | Matchs internationaux de Jonathan Zebina | Matchs internationaux de Jonathan Zebina | Matchs internationaux de Jonathan Zebina | Matchs internationaux de Jonathan Zebina | Matchs internationaux de Jonathan Zebina | Matchs internationaux de Jonathan Zebina             |
| #                                        | Date                                     | Lieu                                     | Adversaire                               | Résultat                                 | Compétition                              | Notes                                                |
| ---------------------------------------- | ---------------------------------------- | ---------------------------------------- | ---------------------------------------- | ---------------------------------------- | ---------------------------------------- | ---------------------------------------------------- |
| 1                                        | 9 février 2005                           | Stade de France, Saint-Denis, France     | Suède                                    | N 1 - 1                                  | Match amical                             | Titulaire, remplacé par Éric Abidal à la 68e minute. |

## Palmarès
- Champion d'Italie en 2001 avec l'AS Roma
- Vainqueur de la Supercoupe d'Italie en 2001 avec l'AS Roma
- Finaliste de la Coupe d'Italie en 2003 avec l'AS Roma
- Champion de Serie B en 2007 avec la Juventus
- Vice-champion de Serie A en 2009 avec la Juventus

Note : les titres de champion d'Italie de 2005 et de 2006 ont été retirés à la Juventus de Turin à la suite de l'affaire du Calciopoli. Jonathan Zebina jouait dans ce club lors de ces deux saisons.

## Autres activités
Zebina est passionné d'art contemporain africain, de photographies et a possédé une galerie d'art à Milan.